# Средня Вас-Лошкий Поток
Средня Вас-Лошкий Поток (словен. Srednja vas - Loški potok) — поселення в общині Лошкий Поток, регіон Південно-Східна Словенія, Словенія. Висота над рівнем моря: 707,9 м.